# Confucianesimo

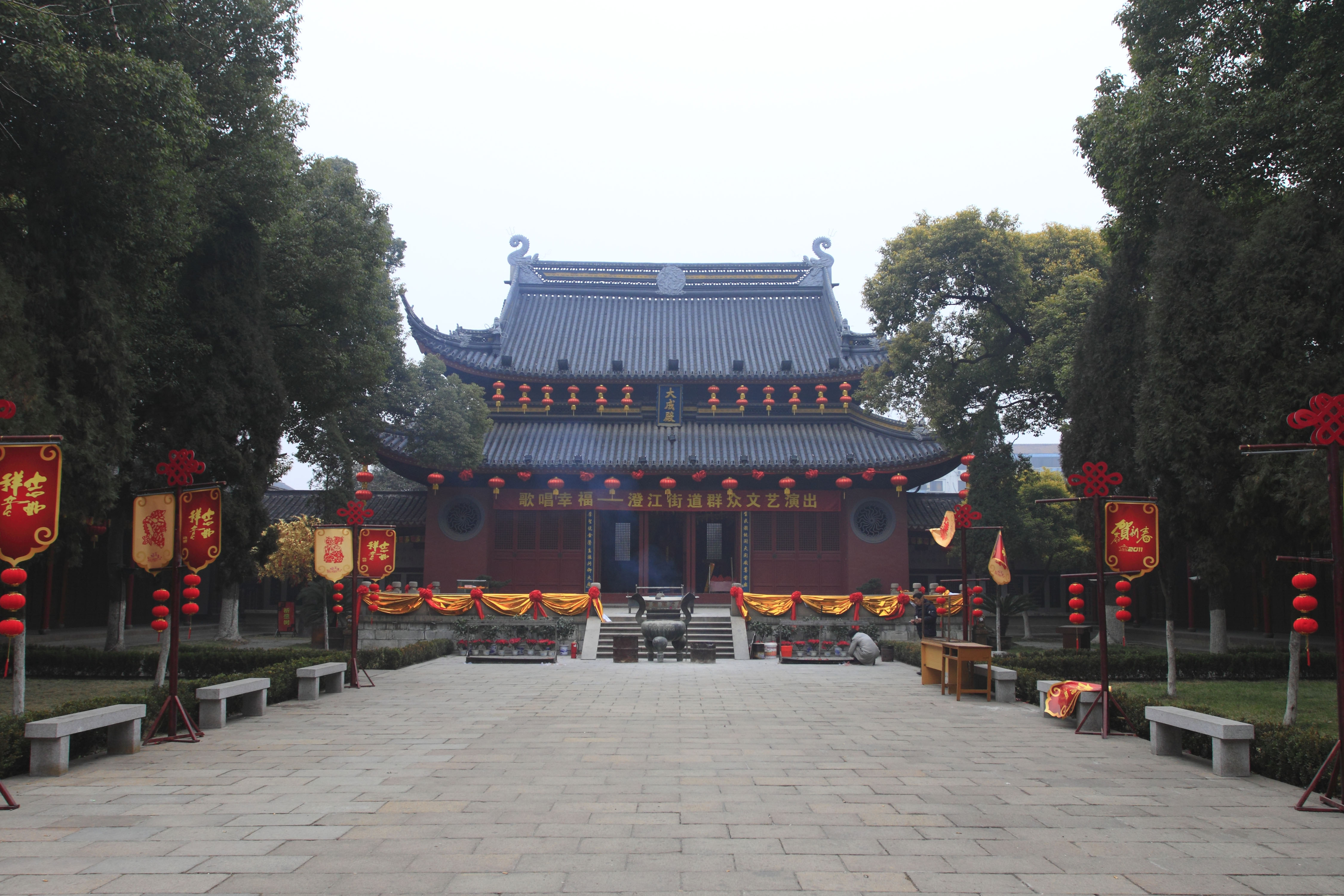
Tempio di Confucio a Jiangyin, Wuxi, nel Jiangsu. Un wénmiào (文庙), o Tempio del Dio della Cultura, dove Confucio è venerato in qualità di Wéndì (文帝), "Divinità della Cultura".

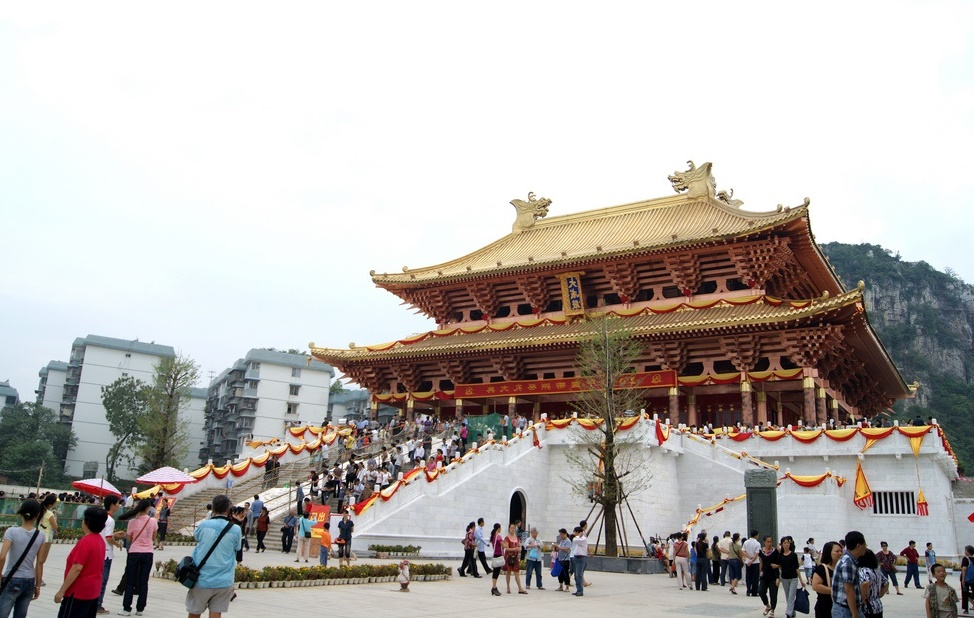
Tempio di Confucio a Liuzhou, Guangxi.

Il confucianesimo, recentemente denominato ruismo in alcune pubblicazioni specialistiche (儒家T, RújiāP; "insegnamento dei ru"), è una delle maggiori tradizioni filosofico-religiose, morali e politiche della Cina. Si è sviluppato nel corso di due millenni, esercitò un'influenza grandissima anche in Giappone, Corea e Vietnam. Confucio elaborò un sistema rituale ed una dottrina morale e sociale, che si proponevano di rimediare alla decadenza spirituale della Cina, in un'epoca di profonda corruzione e di gravi sconvolgimenti politici. A differenza di quanto si crede, questa pratica esisteva prima di Confucio, tuttavia secondo la tradizione cinese egli rappresenta il più grande esponente del ruismo e pertanto è degno di venerazione. Proprio l'importanza che gli era attribuita nei testi classici cinesi portò i primi europei a pensare che Confucio ne fosse il padre fondatore. 
Dando forte enfasi ai legami familiari e all'armonia sociale tra gruppi più vasti, quindi alla rettitudine del mondo reale, piuttosto che a una soteriologia che proietti le speranze dell'uomo in un futuro trascendente, il Confucianesimo è definito come una dottrina umanistica. Secondo la definizione di Herbert Fingarette è una religione che "sacralizza il secolare", considerando le attività ordinarie della vita umana, e specialmente le relazioni intraumane, come manifestazioni del sacro in quanto esse sono espressione della natura morale dell'uomo (xìng 性), che ha un ancoraggio trascendente nel Cielo (Tiān 天), il Dio dell'universo e il suo ordinamento, e nel culto appropriato reso agli dèi (神 Shén, i principi che generano gli enti).
Sebbene il Cielo (Tiān), specialmente per alcune scuole teologiche, abbia alcune caratteristiche assimilabili a quelle del Dio personale delle religioni ellenistico-cristiane d'Occidente, è primariamente descritto come un potere impersonale e immanente, assimilabile al Dào (道) del Taoismo e al Brahman delle religioni indiane, che ha manifestazione nell'ordine della volta del cielo osservabile e nelle costellazioni roteanti intorno al polo nord. La liturgia confuciana (definita 儒 rú, o anche 正統/正统 zhèngtǒng, cioè stile rituale "ortopratico") condotta da sacerdoti o maestri del rito confuciani (禮生/礼生 lǐshēng) per il culto degli dèi in templi pubblici e ancestrali, è preferita per i riti sanciti dallo stato rispetto alle liturgie taoiste e popolari.
Dopo essersi confrontato con le scuole di pensiero concorrenti durante il Periodo dei regni combattenti, e violentemente combattuto sotto l'imperatore Qin Shihuangdi, il confucianesimo fu decretato filosofia di Stato sotto l'imperatore Han Wudi (156-87 a.C.) ed è rimasto tale pressoché ininterrottamente (sebbene ciò non impedisse il prosperare nell'impero di altre religioni) fino alla fondazione della Repubblica di Cina nel 1912. Dopo essere stato messo in discussione e violentemente soppresso, specialmente negli anni della Rivoluzione Culturale, a partire dagli anni 1980 è in atto un processo di riscoperta e reinvenzione del Confucianesimo, divenuto manifesto e anche sostenuto dal governo cinese negli anni 2000, che prende forma in una grande varietà di iniziative e gruppi di studio, di culto e di politica, e organizzazioni di portata più ampia che intendono unificare tutte queste correnti, come ad esempio la Santa Chiesa Confuciana della Cina (中华孔圣会 Zhōnghuá Kǒngshènghuì) creata nel 2015.

## Terminologia
In lingua cinese esistono diversi concetti per riferirsi al Confucianesimo e alle sue diverse sfaccettature. Si noti che il termine radicale rú 儒 non è facilmente traducibile nelle lingue occidentali, ma fa riferimento a un vasto campo semantico che può essere reso con i concetti occidentali di "raffinato" ed "edotto":
- scuola filosofica degli edotti/affinati (儒家 Rújiā) - reso "ruismo" nelle traduzioni occidentali;
- insegnamento religioso degli edotti (儒教 Rújiào) - reso "ruismo";
- ambito di studio degli edotti (儒學; semplificato 儒学 Rúxué) - 学 xué indica una categoria di studio ed è traducibile con il suffisso occidentale "-logia";
- insegnamento religioso di Confucio (孔教 Kǒngjiào) - letteralmente "confucianesimo".

Secondo Zhou Youguang (confuciano della Cina contemporanea) 儒 rú si riferiva in origine a un preciso metodo di pratica sciamanica e rituale, che esisteva prima dello stesso Confucio. Con le innovazioni di Confucio esso venne a significare anche la devozione nella propagazione di tali riti per la salvezza e la civilizzazione del popolo. Il Confucianesimo, iniziato da Confucio, sviluppato da Mencio (~372-289 a.C.) ed ereditato dalle generazioni di filosofi successive, subì costanti trasformazioni e ristrutturazioni pur preservando i concetti fondamentali di "benevolenza umana" (ren) e "rettitudine" (yi).

## La riflessione di Confucio
Confucio espose un complesso di dottrine morali a scopo religioso che furono tramandate dai suoi discepoli nell'opera 论语 Dialoghi. Coloro che volevano sviluppare la personalità, prima rendevano nobili i loro cuori; coloro che volevano nobilitare il proprio cuore, rendevano prima veritiero il loro pensiero; coloro che volevano rendere veritiero il loro pensiero, perfezionavano prima il loro sapere..
Per Confucio gli uomini sono divisi in tre gruppi:
1) gli uomini perfetti ovvero i saggi, coloro che rappresentano il modello da seguire, avendo raggiunto il più alto grado di perfezionamento, come ad esempio, gli imperatori dell'antica Cina;
2) i nobili ovvero gli uomini superiori (junzi);
3) gli uomini comuni che costituiscono la massa.
Per raggiungere una convivenza sociale armonica, Confucio raccomandò la pratica della virtù. Il primo ambito in cui bisogna agire correttamente è la famiglia, il secondo la società civile, il terzo lo stato. In questi ambiti, Confucio individuò cinque rapporti fondamentali: sovrano-suddito, padre-figlio, marito-moglie, fratello maggiore-fratello minore, amico-amico. Per Confucio rivestono importanza fondamentale il culto degli antenati, il rispetto dei genitori e degli anziani e il rispetto delle autorità statali (imperatore e principi).
La musica è molto importante per la crescita della persona, poiché è "manifestazione di ordine e armonia, ed espressione di sentimenti nobili ed elevati".

## L'etica confuciana
Le riflessioni di Confucio furono sviluppate e sistematizzate durante la dinastia Han. Vennero individuate cinque virtù cardinali, chiamate le cinque costanti:
- Ren (benevolenza e rispetto)
- Yi (rettitudine o giustizia)
- Li (correttezza o rito appropriato)
- Zhi (conoscenza)
- Xin (integrità)

Il termine "li" rappresenta un concetto assai complesso, che può definirsi come l'armonizzazione dell'uomo con l'ordine generale del mondo in tutti gli aspetti della vita, dall'osservanza dei riti religiosi statali e familiari alle regole di comportamento del vivere sociale."Li" è dunque una forza ordinatrice che deve guidare l'uomo nei suoi doveri sia verso gli altri uomini (il rispetto, la cortesia, il tatto, il decoro, l'autocontrollo), che verso gli esseri spirituali superiori (il corretto culto reso al mondo divino e agli antenati). "Li" è insieme la forza cosmica che dà forma e ordine allo stato e alla famiglia. Una fondamentale virtù è il Ren (仁), cioè l'umanità che è "la benevolenza che un uomo deve mostrare verso i suoi simili, ma in misura proporzionata ad una precisa gerarchia di legami politici e familiari."
Dopo le virtù cardinali, le virtù considerate più importanti sono zhong (lealtà), shu (empatia o altruismo) e xiao (pietà filiale). Altri importanti valori morali confuciani sono cheng (sincerità), lian (onestà), wen (gentilezza), rang (modestia), chi (senso del giusto e dell'ingiusto), jian (frugalità), gong (rispetto), yong (coraggio).

## Storia

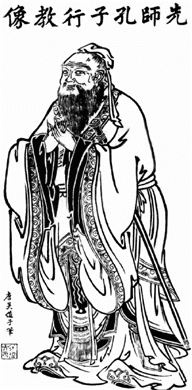
Confucio

### Sviluppo del primo confucianesimo
Come per molte altre figure storiche fondamentali nella storia del pensiero (Buddha, Socrate, Zarathustra) non disponiamo di fonti che possano essere fatte risalire a Confucio. Gli scritti di cui noi disponiamo furono tramandati dai discepoli del filosofo, che raccolsero le parole e il pensiero del loro maestro. Nel caso di Confucio, inoltre, il problema delle fonti è reso ancora più grave dalla persecuzione di cui furono fatte oggetto le scuole filosofiche durante la dinastia Qin, oltre due secoli dopo la morte di Confucio.
I frammenti esistenti permettono comunque di avere un quadro abbastanza chiaro del pensiero confuciano. Confucio era un letterato che si preoccupava dei tempi agitati in cui viveva. Aveva viaggiato attraverso la Cina, cercando di diffondere le sue idee politiche e di influenzare i sovrani dei numerosi piccoli regni in lotta per il dominio della Cina, sorti dopo l'indebolimento della dinastia Zhou. Inizialmente persuaso di avere una missione terrena, Confucio era un instancabile promotore delle virtù degli antichi sovrani illustri, come il duca di Zhou. Cercò di acquistare potere politico, ma non ebbe mai l'occasione di mettere in pratica le sue idee; più volte espulso dai vari regni, tornò infine nella terra natale dove spese l'ultima parte della sua vita dedicandosi all'insegnamento.
I Dialoghi, l'opera più vicina alla fonte del pensiero confuciano, riportano le discussioni del filosofo con i suoi discepoli. Essendo una compilazione di conversazioni, domande e risposte e di parti dedicate alla vita di Confucio, i Dialoghi non sono la descrizione di un sistema filosofico coerente. I primi abbozzi di un vero sistema furono realizzati da discepoli, o da discepoli di discepoli, primo fra tutti Zi Si, nipote di Confucio. Durante il fertile periodo delle Cento scuole di pensiero, numerose importanti figure del confucianesimo come Mencio e Xunzi svilupparono la dottrina sul piano etico e politico. Mencio, in particolare, si soffermò sulla natura umana e sulle teorie del buon governo.
Alcuni discepoli di Xunzi, come Han Fei si convertirono al legismo una teoria politica totalitaria basata su un sistema penale severo, diametralmente opposta al confucianesimo, e furono di aiuto all'unificazione della Cina da parte di Shihuangdi.

### Riconoscimento ufficiale
Il confucianesimo riuscì a sopravvivere alla persecuzione di cui fu fatto oggetto durante la dinastia Qin solo grazie ai letterati che ne conoscevano i testi a memoria. Successivamente avvennero alcuni ritrovamenti che diedero un supporto di prove storiche a quanto era stato ricostruito solo in base a testimonianze orali: il ritrovamento più noto è quello dei classici rinvenuti dietro ai muri della casa di famiglia di Confucio.
Gli imperatori Han sostennero la dottrina confuciana. Forse influenzato da intellettuali come Dong Zhongshu, l'imperatore Han Wudi fece del confucianesimo la filosofia di stato ufficiale, senza tuttavia conferire un reale potere agli intellettuali confuciani, i quali, delusi, diedero il loro sostegno alla presa di potere da parte di Wang Mang (45 a.C.-23 d.C.).
Lo studio dei classici confuciani divenne la base degli esami per il reclutamento o la certificazione dei funzionari, facendo così del confucianesimo il cuore del sistema educativo cinese, anche se il pieno regime degli esami imperiali iniziò soltanto nel VII secolo, sotto la dinastia Sui. Il confucianesimo penetrò quindi profondamente nel sistema di pensiero dei cinesi e dei loro statisti, divenendo il pensiero politico dominante, raramente messo in discussione fino agli inizi del XX secolo.

### Sviluppo dopo gli Han
Quando il confucianesimo divenne dottrina ufficiale sotto gli Han anteriori, si potevano già riconoscere varie correnti al suo interno. Successivamente, due millenni di commenti, rinnovamenti, interpretazioni e ritorni alle origini hanno contribuito alla complessità del quadro.
Si possono distinguere sei periodi nella storia del confucianesimo:
- Periodo classico di formazione, fino alla dinastia Qin (221 a.C.)
- Dinastia Han (202 a.C.—200 d.C.): ricostruzione dei testi perduti e redazione di commentari che divennero essi stessi oggetto di studi. Pur proclamando di voler semplicemente tramandare i testi antichi, i letterati dell'epoca lasciarono una forte impronta negli studi confuciani.
- Dal II all'VIII secolo: comparsa dello xuanxue collegato al taoismo; alcuni autori del movimento (Wang Bi, per esempio) si considerano confuciani. Sviluppo di una filosofia buddhista cinese, che trovò favore a corte.
- A partire dal IX secolo fino alla fine della dinastia Ming (metà del XVII secolo): comparsa di filosofi e correnti influenzati dal taoismo e dal buddismo - Han Yu, Li Ao, Liu Zongyuan (fine della dinastia Tang); neoconfucianesimo Song, con filosofi come Cheng Jing, Cheng Yi e Zhu Xi, Scuola dello spirito di Wang Yangming (fine del XV secolo). Sotto gli Yuan il canone classico di Zhu Xi diventò il programma di riferimento degli esami imperiali. Il neoconfucianesimo si diffuse in Corea e in Giappone.
- Dinastia Qing, a partire dalla fine del XVII secolo: sviluppo dell'Hanxue, "studi Han", corrente che vorrebbe un ritorno ai testi originari, vale a dire alla versione della dinastia Han. I pensatori di questa corrente rimproveravano infatti ai filosofi dei secoli precedenti di essersi allontanati troppo dal confucianesimo originario.
- A partire dal XX secolo: sviluppo del nuovo confucianesimo sotto l'impatto della filosofia occidentale.

### Diffusione fuori dalla Cina
Dopo la riformulazione del neoconfucianesimo da parte di Zhu Xi, Wang Yangming e altri neoconfuciani, il confucianesimo diventò religione di Stato anche in Corea e in Giappone.

#### Corea
Nel VII secolo, il confucianesimo fu fatto proprio dalle classi nobiliari durante il periodo dei tre regni di Corea e, quando questi vennero unificati nel Goryeo, fu alla base dell'ordinamento politico che il nuovo stato si diede. Goryeo fu soppiantato dal Joseon nel 1393, che proclamò la Corea "stato confuciano".

#### Vietnam
Sotto il dominio cinese, il confucianesimo conquistò una posizione importante anche nella società vietnamita, anche se iniziò a diffondersi solo dopo che il Vietnam conquistò l'indipendenza dalla Cina nel 939. Come in Cina, si sviluppò una élite intellettuale, ed i principi di obbedienza e di rispetto per l'istruzione e per l'autorità furono recepiti da tutti gli strati della società. Il confucianesimo influenzò profondamente la struttura familiare e fu alla base del rigido sistema di gerarchia sociale.
Nel XV secolo il confucianesimo prese in Vietnam il posto del buddhismo e divenne religione nazionale sotto la dinastia Le.

#### Giappone
In Giappone, a partire dal 593 d.C., quando salì al trono l'imperatrice Suiko, fu adottato il buddhismo come religione di Stato, le istituzioni vennero rifondate secondo il modello cinese ed ispirate dal confucianesimo. Fautore delle riforme fu il principe Umayado, reggente dell'imperatrice e a tutt'oggi venerato dai giapponesi come protettore del buddhismo, della casa imperiale e del paese. Ispirandosi al pensiero di Confucio, ristrutturò i ranghi della società, assegnando i più alti in base ai meriti, e non più in base alle discendenze familiari.. Nel 604 compilò la costituzione di 17 articoli, che fissava i codici di comportamento di governanti e sudditi nell'ambito di una società buddhista, e che sarebbe rimasta in vigore fino al 1891.
Quando riemersero i clan fedeli alla tradizione shinto, verso la metà del VII secolo, il buddhismo subì una flessione ma non fu sradicato, dato che molti dei clan imperiali si erano convertiti a tale dottrina. La struttura dello stato fu rafforzata con gli editti di riforma di Taika (大化の改新, Taika no Kaishin), promulgati nel 646 dall'Imperatore Kōtoku. Tali riforme riorganizzarono l'amministrazione statale secondo i criteri del confucianesimo, che influenzò quindi profondamente il pensiero giapponese fino al XIX secolo.

## Templi
Il luogo di culto del confucianesimo è il tempio LI, si ricordano in Vietnam il Tempio della Letteratura ad Hanoi e quello omonimo a Hưng Yên.